# 너도밤나무집
《너도밤나무집》(The Adventure of the Copper Beeches)는 아서 코넌 도일의 56개 셜록 홈즈 단편 소설중 하나이며, 단편집 《셜록 홈즈의 모험》의 열두 번째 작품이다. 이 작품은 1892년 6월 스트랜드 잡지(Strand Magazine)에 처음 발표되었다.

## 줄거리

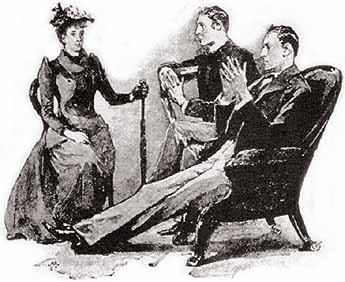
바이올렛 헌터양이 홈즈에게 사건을 의뢰한다.

바이올렛 헌터는 홈즈를 방문하여 그녀가 매우 특이한 조건의 가정교사로 가도 될지를 묻는다. 그녀는 많은 급료에 마음이 끌렸다. 처음에 제시한 금액은 1년에 100 파운드였다가 헌터 양의 긴 머리를 잘라야 한다는 말을 듣고 거절하자 120 파운드로 올랐다. 머리를 자르는 것은 특이한 조건들 중 하나였다. 고용인인 제프로 루캐슬 매우 유쾌한 사람으로 보였지만 헌터 양은 미심쩍인 점이 있었다.
그녀는 그 가정교사를 받아들이기로 했고, 홈즈는 만약 무슨 일이 생기면 바로 전보를 치라고 말했다. 전보를 받자마자 너도밤나무가 있는 햄프셔의 루캐슬씨 집으로 달려가겠다고.
2주일 후, 홈즈는 급히 햄프셔로 와달라는 헌터양의 전보를 받는다. 헌터양은 지금껏 들어보지 못한 기묘한 이야기를 들려준다. 루캐슬씨는 가끔 헌터양에게 짙은 파란색의 드레스를 입게하고 거실 창을 등지고 앉아 책을 읽게했다. 그녀는 창 밖에 자신이 보아서는 안될 무언가가 있다고 생각했다. 그래서 작은 거울을 손수건에 숨겨 몰래 창밖을 훔쳐보았다. 그녀의 생각이 맞았다. 길가에 어떤 남자가 집을 바라보고 서 있었다.
한번은 루캐슬 부인이 재미있는 얘기를 해서 헌터양을 웃게 만들기도 했다. 이상한 일은 정작 루캐슬 부인은 웃지 않을 뿐 아니라 미소조차 짓지 않는 것이다.
루캐슬의 가족 중에 또 다른 이상한 점이 있었는데, 그녀가 돌봐야 할 6살 짜리 어린이가 작은 동물들에게 놀랄만큼 잔인하다는 것이다. 하인인 톨러 부부는 음산한 기분이 들었다. 그 집에서는 크고 사나운 개를 길렀는데 늘 굶겼다. 밤에는 개를 풀어 집주위를 돌아다니게 했고, 헌터 양에게는 해가 저물면 집밖으로 나가지 말라고 경고했다. 항상 술에 취한 톨러만이 그 개를 다룰 수 있었다.
헌터 양은 자신의 방 서랍에서 자신의 머리와 똑같은 색깔의 잘린 머리카락을 찾아냈다. 그녀는 가방에 자신의 머리카락이 있는지 확인 해보고, 그 머리카락은 다른 여자의 것임을 알게 됐다.
하지만 그 집에서 가장 의심스러운 것은 다락방이었다. 다락방의 유리창은 더럽고 덧문이 설치되어 있었다. 한번은 루캐슬씨가 다락방 문으로 나오는 것을 보기도 했다. 후에 그는 그 방이 사진인화를 위한 암실이라고 설명했지만 헌터 양은 믿지 않았다.
어느 날 술에 취한 톨러가 다락방에 열쇠를 꽂아 놓은 채 자리를 비운 틈을 타 헌터양은 몰래 들어갔다. 헌터 양은 그 방의 으스스한 분위기에 겁이 나 뛰쳐 나오다 문 밖에서 기다리던 루캐슬 씨와 맞닥뜨렸다. 루캐슬 씨는 그녀를 책망하지 않고 위로하는 듯 했지만 그의 행동은 과장되었고 다락방에 대해 관심을 끊으라고 경고했다. 순간적으로 그의 표현은 편안함에서 격노로 바뀌었다. 아마도 루캐슬 씨의 가장 무서운 점은 그의 표현력과 이중인격일 것이다.
홈즈의 도움으로 누군가 그 방에 감금되었다는 것을 알아냈다. 헌터 양을 고용한 목적은 명백했다. 헌터 양은 루캐슬 씨의 딸인 앨리스를 대신해서 행동했고, 길에서 훔쳐보던 남자에게 더 이상 관심을 없다는 것을 보여주기 위한 것이었다.

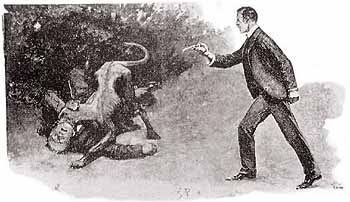
왓슨이 개로부터 루캐슬을 구하고 있다.

홈즈, 왓슨 그리고 헌터 양은 텅 빈 다락방을 발견한다. 그 때 방으로 들어온 루캐슬은 세 사람이 딸을 탈출시켰다고 믿고 개를 풀러 내려간다. 불운하게도 며칠동안 굶은 개는 루캐슬을 공격한다. 왓슨은 개를 향해 리볼버를 발사해 루캐슬을 구한다. 후에 톨러 부인은 루캐슬의 딸에 대한 홈즈의 가설이 맞다고 설명하고, 앨리스가 죽은 어머니의 유산으로 연금을 받을 나이가 되었을 때 루캐슬은 딸에게 유산상속을 자신에게 넘기라고 강요했다. 그로 인해 앨리스는 뇌염에 걸려 머리를 잘랐다. 그 후 루캐슬은 약혼자로부터 앨리스를 떼어놓기 위해 앨리스를 다락방에 가두고, 그녀를 대신할 헌터 양을 고용한 것이다.
앨리스는 그녀의 약혼자와 도망쳤고 그들은 그 후 결혼했다. 이야기 말미에서 왓슨이 말하길, 홈즈는 헌터 양에게 끌리는 듯 했지만 실망스럽게도 사건이 끝나자 헌터 양에 대해 일체 관심을 보이지 않았다. 헌터 양은 후에 여학교의 교장이 되었다.